# Kalvholmen (naturreservat)
Kalvholmen är ett naturreservat i Västerås kommun i Västmanlands län.
Området är naturskyddat sedan 1981 och är 38 hektar stort. Reservatet omfattar ön med detta namn och består av  lövskog med främst gamla lindar.